# Amélie Suard
Amélie Suard (Lille, 1750-1830) fue una intelectual francesa, organizadora de un salón literario. Fue una mujer muy influyente y mantuvo relación con numerosos intelectuales y escritores.
Hermana del editor Charles-Joseph Panckoucke, Amélie Panckoucke se casó con el intelectual Jean Baptiste Antoine Suard el 16 de enero de 1766 y tomó su apellido.
Tuvo gran amistad con Condorcet, con quien mantuvo correspondencia, al igual que con Voltaire. Mantuvo un salón literario los martes y los sábados, frecuentado por Talleyrand, el abbé Raynal, el abbé Morellet, François de Pange, Daunou, los hermanos André y Marie-Joseph Chénier, los Trudaine, Alfieri, Jeanne-Marie Leprince de Beaumont y los Condorcet. En este salón se fraguaron muchas candidaturas a la Academia Francesa, entre otras la de su propio marido.

## Obra
- Correspondance inédite de Condorcet et Mme Suard (1771-1791), ed. Élisabeth Badinter, Paris, Fayard, 1988 ISBN 2213021643.